# Merseyrail
Merseyrail es una red ferroviaria suburbana que conecta Liverpool con Birkenhead y otros suburbios. Se creó en 1977, cuando varios ferrocarriles suburbanos existentes fueron electrificados y conectados por dos túneles de nueva construcción bajo el centro de Liverpool.
La red de Merseyrail tiene 68 estaciones y 120 km de líneas, de las que 10,5 km son subterráneos. Con una capacidad aproximada de 110 000 pasajeros diarios, o 34 millones de pasajeros al año,, constituye la red ferroviaria urbana más utilizada del Reino Unido tras la de Londres. La red está gestionada por una empresa conjunta entre el titular de la franquicia Serco y Abellio, que sustituyó a Arriva Trains Merseyside en 2003. El contrato tiene una duración de 25 años y expira en 2028. Serco-Abellio explota una flota de 59 trenes y, desde 2015, emplea a 1200 personas.